# Biosfeerreservaat Komandorski
Het Biosfeerreservaat Komandorski of Zapovednik Komandorski (Russisch: Государственный природный биосферный заповедник «Командорский») is een biosfeerreservaat gelegen op de Komandorski-eilanden en de wateren eromheen in de Beringzee. Het beschermde gebied heeft een oppervlakte van 36.486,79 km². De oprichting als zapovednik vond plaats op 23 april 1993 per besluit van de regering van de Russische Federatie (№ 359/93) en had tot doel de natuur op de archipel te beschermen en bestuderen en de traditionele manier van leven van de Ungangan te behouden. Op de Komandorski-eilanden zijn grote kolonies met zeezoogdieren en vogels bewaard gebleven. Het gebied is toegevoegd aan de lijst van biosfeerreservaten onder het Mens- en Biosfeerprogramma (MAB) van UNESCO. Het Biosfeerreservaat Komandorski bestaat uit twee grote eilanden, namelijk Mednyeiland en Beringeiland.

## Algemene informatie
Het Biosfeerreservaat Komandorski is qua reliëf zeer divers op het eiland Medny en het zuiden van het Beringeiland, terwijl er op het noorden van het Beringeiland glooiende hellingen met graslanden en plateaus met bergtoendra te vinden zijn. Het reliëf op het Beringeiland varieert van 150 tot 755 meter hoogte, waarbij de berg Steller het hoogste punt vormt. Het klimaat wordt beïnvloedt door de koude stroming van de Noordelijke IJszee. De gemiddelde temperatuur in februari bereikt gemiddeld -24 °C op Beringeiland. In augustus bereikt de gemiddelde temperatuur 13 °C.

## Flora en fauna
Het Biosfeerreservaat Komandorski is een belangrijke plaats voor zeezoogdieren als noordelijke zeebeer (Callorhinus ursinus), stellerzeeleeuw (Eumetopias jubatus) en gewone zeehond (Phoca vitulina stejnegeri) om zich voort te planten. Jaarlijks zijn hier zeker 200.000 individuen te vinden. Het zuidelijke deel van het Beringeiland is de thuisbasis van de zeeotter (Enhydra lutris) en op de eilanden leeft ook de poolvos (Alopex lagopus). In de wateren rondom de Komandorski-eilanden leven vele soorten walvissen, waaronder de grote oceaannoordkaper (Eubalaena japonica), grijze walvis (Eschrichtius robustus), bultrug (Megaptera novaeangliae), gewone vinvis (Balaenoptera physalus) en noordse vinvis (Balaenoptera borealis). Op de kliffen zijn in het zomerhalfjaar grote kolonies met vogels als noordse stormvogel (Fulmarus glacialis), pelagische aalscholver (Phalacrocorax pelagicus), roodpootdrieteenmeeuw (Rissa brevirostris), zeekoet (Uria aalge), kortbekzeekoet (Uria lomvia), kuifpapegaaiduiker (Fratercula cirrhata) en gehoornde papegaaiduiker (Fratercula corniculata) te vinden.

## Afbeeldingen

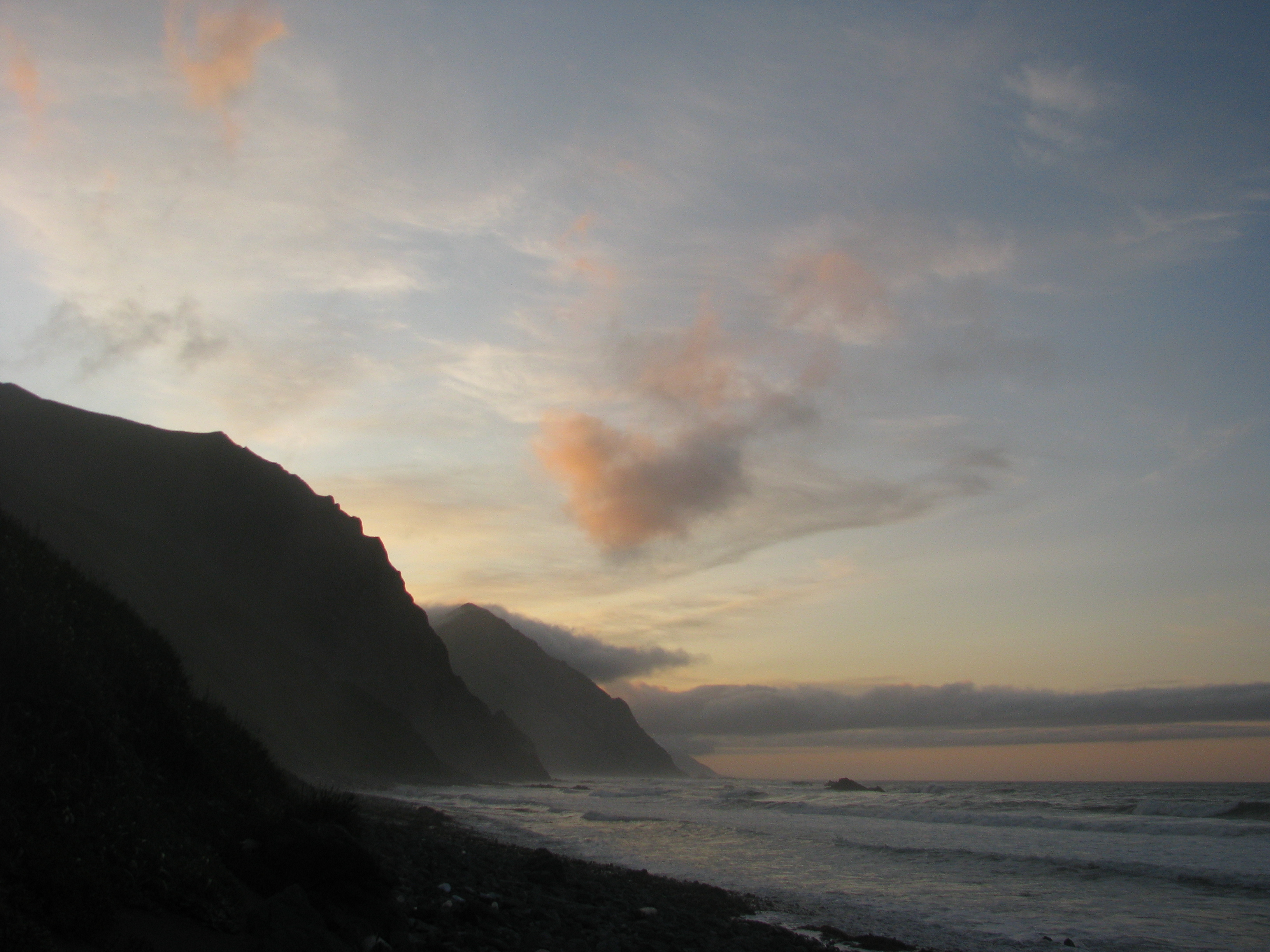
Schemering op Mednyeiland.
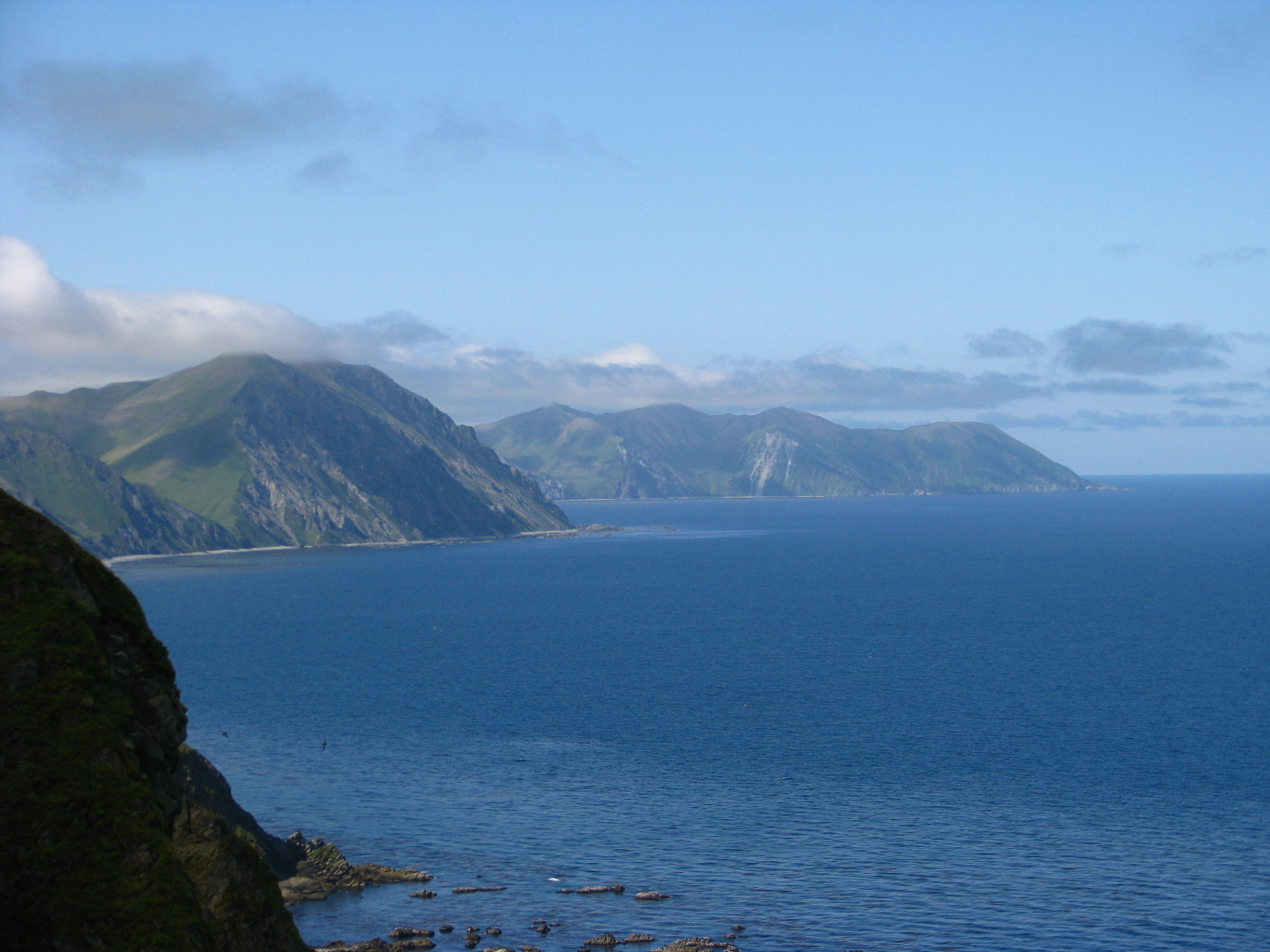
Kliffen langs de Beringzeekust.
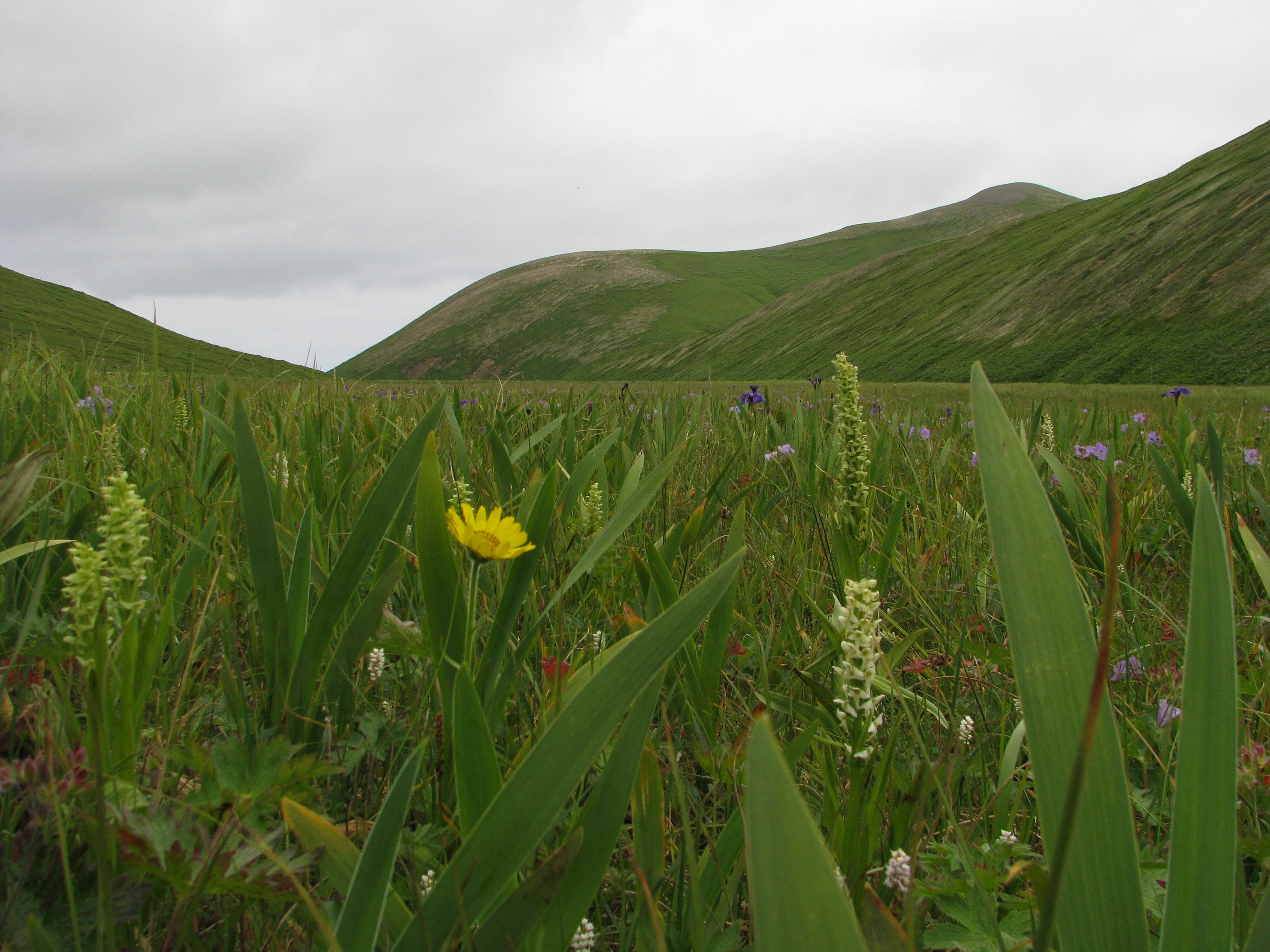
Bloemrijke graslanden op het eiland Medny.
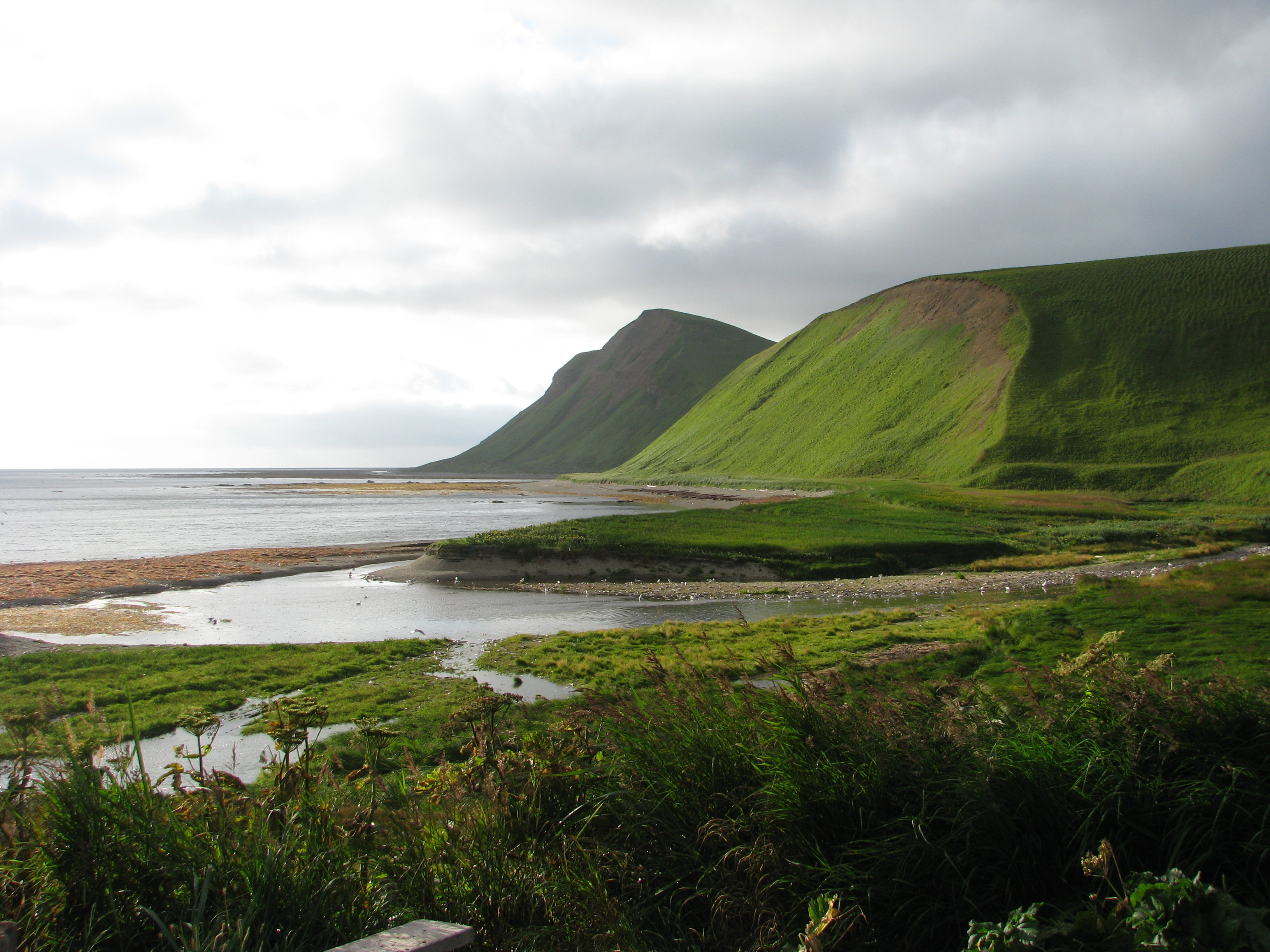
Estuarium op Beringeiland.
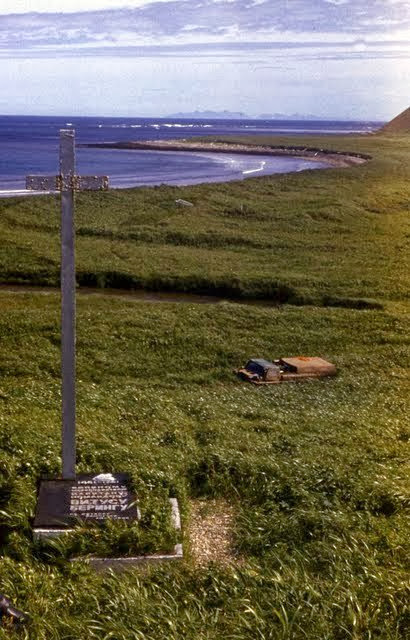
Het graf van Vitus Bering op Beringeiland.